# Dyomyx zates
Dyomyx zates là một loài bướm đêm trong họ Noctuidae.